# The Fran Drescher Tawk Show

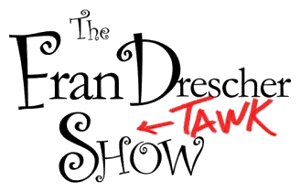
Logo de The Fran Drescher Tawk Show

The Fran Drescher Tawk Show es un programa televisivo que será presentado por Fran Drescher, actriz y humorista estadounidense. El ciclo estará producido por Fox Television Studios y Debmar-Mercury y será emitido durante tres semanas en las cadenas que pertenecen a Fox a partir del 26 de noviembre de 2010.

## Producción
Según lo dicho por la propia Drescher, en el programa se debatirán temas relacionados con el espectáculo, la política y la actualidad.